# Рокета Лигуре
Рокѐта Лѝгуре (на италиански: Rocchetta Ligure; на пиемонтски: Rocheta Ligurin-a, Рокета Лигурин-а, на местен диалект: a Rocheta, а Рокета) е село и община в Северна Италия, провинция Алесандрия, регион Пиемонт. Разположено е на 390 m надморска височина. Населението на общината е 216 души (към 2010 г.).